# Deborah Colker
Deborah Colker (Rio de Janeiro, 1960) è una coreografa, regista teatrale e ballerina brasiliana. Nel 2016 ha coreografato la Cerimonia di apertura dei Giochi della XXXI Olimpiade.

## Biografia
Nel 1984 ha iniziato a lavorare come "movement director", la figura professionale che si occupa di creare coreografie per registi e attori all'interno di un'opera teatrale. In questa veste ha collaborato ad oltre una trentina di opere teatrali.
Nel 1993 ha fondato la sua compagnia di danza, la Companhia de Cança Deborah Colker. Una delle sue prime coreografie, Velox, è stata apprezzata dalla critica per il modo in cui la Colker ha esplorato lo spazio scenico, integrando movimenti quotidiani alle consolidate tecniche del balletto e dalla danza. Nel 2001 ha portato lo spettacolo Mix sulle scene londinesi, dove è stato premiato con il Laurence Olivier Award per l'eccellenza nella danza.
Nel 2009 ha coreografato, scritto e diretto Ovo per il Cirque du Soleil, mentre nel 2018 ha vinto il Prix Benois de la Danse.